# Oreste Gelmini
Oreste Gelmini (San Possidonio, 10 agosto 1912 – Modena, 31 luglio 2005) è stato un politico italiano.

## Biografia

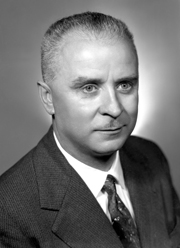
Oreste Gelmini nel 1958

Nato a Bellaria, frazione di San Possidonio (provincia di Modena) in una famiglua di poveri artigiani, venne perseguitato dal fascismo, in quanto militante comunista dal 1942. Dopo l'8 settembre 1943 partecipò alla Guerra di liberazione nelle file della Resistenza modenese. Commissario politico della 14ª Brigata Garibaldi "Remo", nel 1945 Gelmini rappresentò il Partito Comunista Italiano nel Comitato di liberazione nazionale di Modena. Partecipò attivamente alla lotta antifascista e fu anche partigiano contribuendo alla liberazione di Modena.
Dopo la Liberazione fu eletto nella lista del PCI quale sindaco di Mirandola dal 1948 al 1956, prendendo il posto del socialista Nino Lolli.  In seguito fu eletto deputato (1953-1958) e poi senatore.
Conclusa l'esperienza parlamentare, fu segretario del Movimento dei Partigiani della pace in provincia di Modena, mentre fu particolarmente apprezzatala sua opera come dirigente, dapprima provinciale e successivamente nazionale, della Confederazione Nazionale Artigianato (CNA) di cui fu Presidente Nazionale per molti anni.
Fu segretario del Movimento dei Partigiani della pace, presidente della sezione modenese dell'Associazione nazionale dei partigiani d'Italia (ANPI) e presidente nazionale onorario e provinciale dell'Associazione nazionale perseguitati politici italiani antifascisti (ANPPIA). Scrisse un importante saggio sulla Liberazione.
Morì a Modena all'età di 93 anni.
In sua memoria è dedicato un parco cittadino a Mirandola, posto tra via Giuseppe Di Vittorio e via Achille Grandi.

## Opere
- Franco Canova, Oreste Gelmini e Amilcare Mattioli, Lotta di liberazione nella Bassa modenese, Modena, A.N.P.I., 1976, SBN LO10074722.